# Pempelia
Pempelia is een geslacht van snuitmotten (Pyralidae). De wetenschappelijke naam van dit geslacht   het eerst geldig gepubliceerd in 1825 door Jacob Hübner.

## Soorten[2]
- P. adornatella
- P. aixella
- P. albariella Zeller, 1839
- P. albicostella Amsel, 1958
- P. albifasciella Hartig, 1937
- P. alibotuschella Drenowski, 1932
- P. alpigenella (Duponchel, 1836)
- P. ambustiella Ragonot, 1887
- P. amitella Zerny, 1934
- P. amoenella (Zeller, 1848)
- P. apicella (de Joannis, 1927)
- P. ardosiella Ragonot, 1887
- P. arida Asselbergs, 2008
- P. aurivilliella (Ragonot, 1888)
- P. aurorella Christoph, 1867
- P. biocellata (Ragonot, 1893)
- P. boeticella Ragonot, 1887
- P. brephiella (Staudinger, 1879)
- P. campicolella Erschoff, 1874
- P. cirtensis (Ragonot, 1890)
- P. coriacella Ragonot, 1888
- P. cortella Constant, 1884
- P. criptea
- P. criptella
- P. chlorenches (Meyrick, 1937)
- P. diffusa
- P. dilutella Denis & Schiffermüller, 1775
- P. elbursella
- P. enderleini Rebel, 1934
- P. extincta
- P. fibrivora Meyrick, 1934
- P. formosa
- P. fraternella
- P. funebrella (Ragonot, 1893)
- P. genistella (Duponchel, 1836)
- P. gigantella
- P. gracilis
- P. hemichlaena Meyrick, 1887
- P. heringii Ragonot, 1888
- P. integrella
- P. interniplagella (Ragonot, 1888)
- P. iranella
- P. italogallicella Millière, 1883
- P. johannella (Caradja, 1916)
- P. jucundella
- P. klimeschi
- P. lundbladi Rebel, 1939
- P. macedoniella Ragonot, 1887
- P. maculata Staudinger, 1876

- P. magna
- P. malacella Staudinger, 1870
- P. malgassicella (Marion & Viette, 1956)
- P. marocanella Lucas, 1956
- P. melanostyla Meyrick, 1879
- P. mesozonella (Bradley, 1966)
- P. minima
- P. morosalis (Saalmüller, 1880)
- P. morosalopsidis
- P. multicolorella (Ragonot, 1893)
- P. multifidella
- P. ochrochlaena (Meyrick, 1937)
- P. ornatella [Denis & Schiffermüller], 1775
- P. palumbella

Heidelichtmot Denis & Schiffermüller, 1775
- P. perornatella
- P. punctigerella
- P. rubrizonella
- P. sablonella (Rothschild, 1915)
- P. satureiella
- P. serpylletorum
- P. somonlunella
- P. sororculella Ragonot, 1887
- P. sororiella Zeller, 1839
- P. strophocomma (de Joannis, 1932)
- P. subornatella
- P. tchahabarella Amsel, 1950
- P. turturella Zeller, 1848